# Samson Raphael Hirsch
Samson Raphael Hirsch, född 20 juli 1808 i Hamburg, död 31 december 1888 i Frankfurt am Main, var en tysk-judisk teolog.
Hirsch var vän och studiekamrat till sin blivande motståndare Abraham Geiger, och var rabbin i olika tyska städer. Från 1851 verkade han vid den ortodoxa församlingen i Frankfurt am Main, den tysk-judiska ortodoxins centrum. Hirsch var avgjort motståndare till en judiska reformrörelsen, men delade med denna uppfattningen, att judarna är ett trossamfund, ej en nation. Gamla Testamentet och Talmud ägde enligt Hirsch för alla tider gällande auktoritet. Hirsch utgav från 1854 tidskriften Jeschurun samt exegetiska och dogmatiska arbeten.